# Stade Aurillacois
Stade Aurillacois Cantal Auvergne ist ein Rugby-Union-Verein aus der französischen Stadt Aurillac im Département Cantal. Er ist Ende der Saison 2006/07 aus der Amateurliga Fédérale 1 aufgestiegen und ist nun in der zweithöchsten Liga Pro D2 vertreten. Die Heimspiele werden im Stade Jean-Alric ausgetragen.

## Geschichte
Der Verein wurde am 25. August 1904 gegründet, von Soldaten des in Aurillac stationierten 139. Infanterieregiments und von Schülern des Lycée Emile Duclaux. Viele der Spieler der ersten Generation fielen jedoch im Ersten Weltkrieg. 1932 stieg Stade Aurillacois in die zweite Division auf. Ab 1933 gehörte der Verein (mit Ausnahme der Jahre 1949 bis 1955) der höchsten französischen Liga an. 1986 erreichte der Verein das Finale des damals zum letzten Mal ausgetragenen Coupe de France, unterlag aber AS Béziers. 1989 folgte der Abstieg in die zweite Division.
1998 stieg Stade Aurillacois erneut in die höchste Spielklasse auf. Während der Saison 1999/2000 war der Verein am European Challenge Cup beteiligt, ebenso während der Saison 2000/01. Im Jahr 2001 folgte jedoch der Abstieg in die Rugby Pro D2, 2006 in die Fédérale 1. Stade Aurillac errang 2007 den Titel des französischen Amateurmeisters und sicherte sich den sofortigen Wiederaufstieg.

## Erfolge
- Meister Fédérale 1 (Amateurmeister): 2007
- Finalist Coupe de France: 1986

## Spieler

### Aktueller Kader
Der Kader für die Saison 2019/2020:

## Bekannte Spieler
- Victor Boffelli
- Romeo Gontineac (Rumänien)
- Olivier Magne
- Sébastien Viars